# Блэкбороу, Пирси
Пирси Блэкбороу (англ. Perce Blackborow; 1896—1949) — британский моряк, участник Имперской трансантарктической экспедиции Шеклтона (1914—1917).

## Краткая биография
Сведений о ранних годах жизни Пирси Блэкбороу нет. До вступления в состав Имперской трансантарктической экспедиции Шеклтона Блэкбороу и ещё один из её будущих участников Уильям Бейквелл работали на судне «Golden Gate», которое потерпело крушение у берегов Монтевидео. Они отправились в Буэнос-Айрес в поисках новой работы, где весной 1914 года по пути в Антарктиду бросил якорь «Эндьюранс» Имперской трансантарктической экспедиции Шеклтона. Бейквелл был зачислен в штат «Эндьюранс» на должность матроса. Блэкбороу было отказано по причине его молодости (ему было 18 лет) и неопытности. Зная, что «Эндьюранс» недоукомплектован экипажем, Бейквелл и моряк «Эндьюранса» Уолтер Хау (англ. Walter Ernest How) помогли Блэкбороу скрытно попасть на судно и спрятали его в рундуке. Его обнаружили лишь на третий день плавания в нескольких днях хода от Южной Георгии.
Шеклтон был взбешен этим фактом, но ввиду невозможности ссадить Блэкбороу на берег, он предложил ему должность стюарда при условии, что «если кого-то придется съесть, то он будет первым!». Так Блэкбороу стал самым известным «зайцем» за всю историю полярных исследований (любопытно, что в своей книге «Юг!» Шеклтон ни единым словом не упоминает о столь занимательном факте). Помимо обязанностей стюарда Пирси выполнял также обязанности помощника кока. Благодаря спокойному нраву, сообразительности и отзывчивому характеру Пирси отлично вписался в команду. Во время путешествия на остров Элефант (Мордвинова) Пирси допустил ошибку, которая стоила ему отмороженных пальцев — вместо теплых бахил он оставил себе кожаные сапоги. Шеклтон видел, что путешествие на лодках далось Пирси нелегко, поэтому он предоставил ему право быть первым человеком на Земле, высадившимся на этом острове:

Это была первая высадка, сделанная на острове Элефант, и мне в голову пришла мысль, что эта честь должна принадлежать самому молодому участнику экспедиции, поэтому я приказал Блэкбороу прыгать первым. Он, казалось, пребывал в состоянии комы, и для того, чтобы избежать ненужной никому задержки, я помог ему, быть может немного грубо, покинуть борт лодки. Он плюхнулся в прибой и не двигался. Потом я вдруг вспомнил, что его обе ноги были сильно обморожены. Следом спрыгнули другие и вытащили его на сухое место. Для Блэкбороу это было может не самым ярким впечатлением, но, во всяком случае, после этого он мог сказать, что был первым человеком, высадившемся на Элефанте. Хотя тогда ему вряд ли было до этого дело.— 
 Впоследствии на отмороженных пальцах развилась гангрена и они были ампутированы хирургами Александром Маклином и Джеймсом Маклроем во время зимовки на Элефанте.
По возвращении из Антарктики Пирси три месяца провел в больнице Пунта-Аренас, залечивая последствия обморожений и ампутации. По возвращении домой в Южный Уэльс попробовал устроиться на военную службу в Королевский флот, но ему было отказано. Его взяли в торговый флот, где он прослужил до 1919 года, после чего работал лодочником в доке в Ньюпорте. Как и большинство участников экспедиции был награждён Полярной медалью. До конца жизни поддерживал дружбу с Уолтером Хау и Уильямом Бейквеллом.
Пирси Блэкбороу умер дома в Ньюпорте от хронического бронхита и болезни сердца в 1949 году в возрасте 53 лет.
В 2006 году немецкий писатель Мирко Бонне опубликовал приключенческий роман «Ледяные небеса» об экспедиции Эрнеста Шеклтона к южному полюсу. Повествование ведется от лица некого семнадцатилетнего Мерса Блэкборо, тайком проникшего на корабль, после чего капитан разрешил ему остаться на судне и сделал личным помощником. В телевизионном фильме «Шеклтон» (Shackleton (англ.) на сайте Internet Movie Database) роль Пирси Блэкбороу сыграл Селин Джонс (англ. Celyn Jones).